# Grabie Polskie
Grabie Polskie is een plaats in het Poolse district  Płocki, woiwodschap Mazovië. De plaats maakt deel uit van de gemeente Gąbin en telt 223 inwoners.